# Каролина Шпрем
Каролина Шпрем  (на хърватски: Karolina Šprem) е професионална тенисистка от Хърватия. Започва да се състезава през 2001 г. Оттогава има регистрирани 11 титли на сингъл, спечелени в състезанията, провеждащи се под егидата на Международната тенис-федерация.
Най-успешната година в кариерата на Каролина Шпрем е 2004 г., когато тя достига до четвъртфинал на „Уимбълдън“, който губи от американската тенисистка Линдзи Дейвънпорт. През същата година, хърватката достига до най-високото си класиране в Световната ранлиста – номер 17.
В кариерата си, Каролина Шпрем има регистрирани три загубени финала. Първият датира от 2003 г., когато на турнира във френския град Страсбург, отстъпва на италианката Силвия Фарина Елиа с резултат 3:6, 6:4, 4:6. На 14 юни 2003 г., записва второ поражение на турнира във Виена, където е надиграна от аржентинката Паола Суарес с 6:7, 6:2, 4:6. На 25 септември 2005 г., хърватката губи и третия си финал от турнири на WTA, когато е победена от Анастасия Мискина на турнира в индийския град Калкута с 2:6, 2:6.
Най-много титли, хърватската тенисистка е спечелила през 2003 г. – 5. През 2009 г. печели три шампионата, в които надиграва Кирстен Флипкенс, Виктория Кутузова и Ивон Мойсбургер.
През 2010 г., по време на „Откритото първенство на Австралия“, Каролина Шпрем записва много важна победа в първия кръг на състезанието, отстранявайки водещата испанска тенисистка Анабел Медина Гаригес с резултат 6:3, 6:2. Във втория кръг на същия турнир обаче бива отстранена от австралийската квалификантка Кейси Делакуа. На турнира „Оупън ГДФ дьо Суец“, в първия кръг на състезанието, хърватката надделява над младата швейцарска надежда Тимеа Бачински, а във втория кръг е победена от Шахар Пеер с резултат 6:4, 6:3.